# Pressens tidning
Pressens Tidning var en tidning som gavs ut av arbetsgivarorganisationen Tidningsutgivarna. Tidningen grundades 1920 med Gunnar Bjurman som dess förste chefredaktör och kom ut med sitt sista nummer 2006. Den 11 september 2006 ersattes Pressens Tidning av den nya tidningen Medievärlden.